# Langley (Vosges)
Pour les articles homonymes, voir Langley.
Langley est une commune française située dans le département des Vosges, en région Grand Est.
Ses habitants sont appelés les Langleyens, dénomination non officielle.

## Géographie

### Localisation

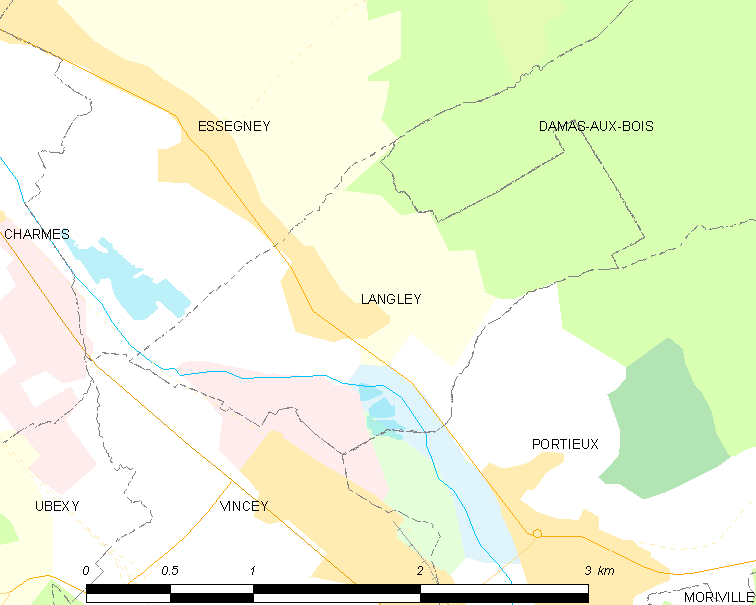
Situation géographique de Langley.

La commune de Langley occupe un petit territoire sur la rive droite de la Moselle, entre Portieux et Essegney, à trois kilomètres au sud-est de Charmes. Le village, bâti le long de la départementale, est délimité par deux petits affluents droits de la Moselle, dont le ruisseau de l'Ermitage, autrement dit le Cuny.
| Essegney |         | Damas-aux-Bois |
|          | Langley |                |
| Vincey   |         | Portieux       |

### Hydrographie et les eaux souterraines

#### Réseau hydrographique
Hydrogéologie et climatologie : Système d’information pour la gestion des eaux souterraines du bassin Rhin-Meuse :
Territoire communal : Occupation du sol (Corinne Land Cover) ; Cours d'eau (BD Carthage),
Géologie : Carte géologique ; Coupes géologiques et techniques,
 Hydrogéologie : Masses d'eau souterraine ; BD Lisa ; Cartes piézométriques.
La commune est située dans le bassin versant du Rhin, au sein du bassin Rhin-Meuse. Elle est drainée par la Moselle, le ruisseau de la Foret du Terne et le ruisseau d'Essegney,.
La Moselle, d’une longueur totale de 560 kilomètres, dont 315 kilomètres en France, prend sa source dans le massif des Vosges au col de Bussang et se jette dans le Rhin à Coblence en Allemagne.

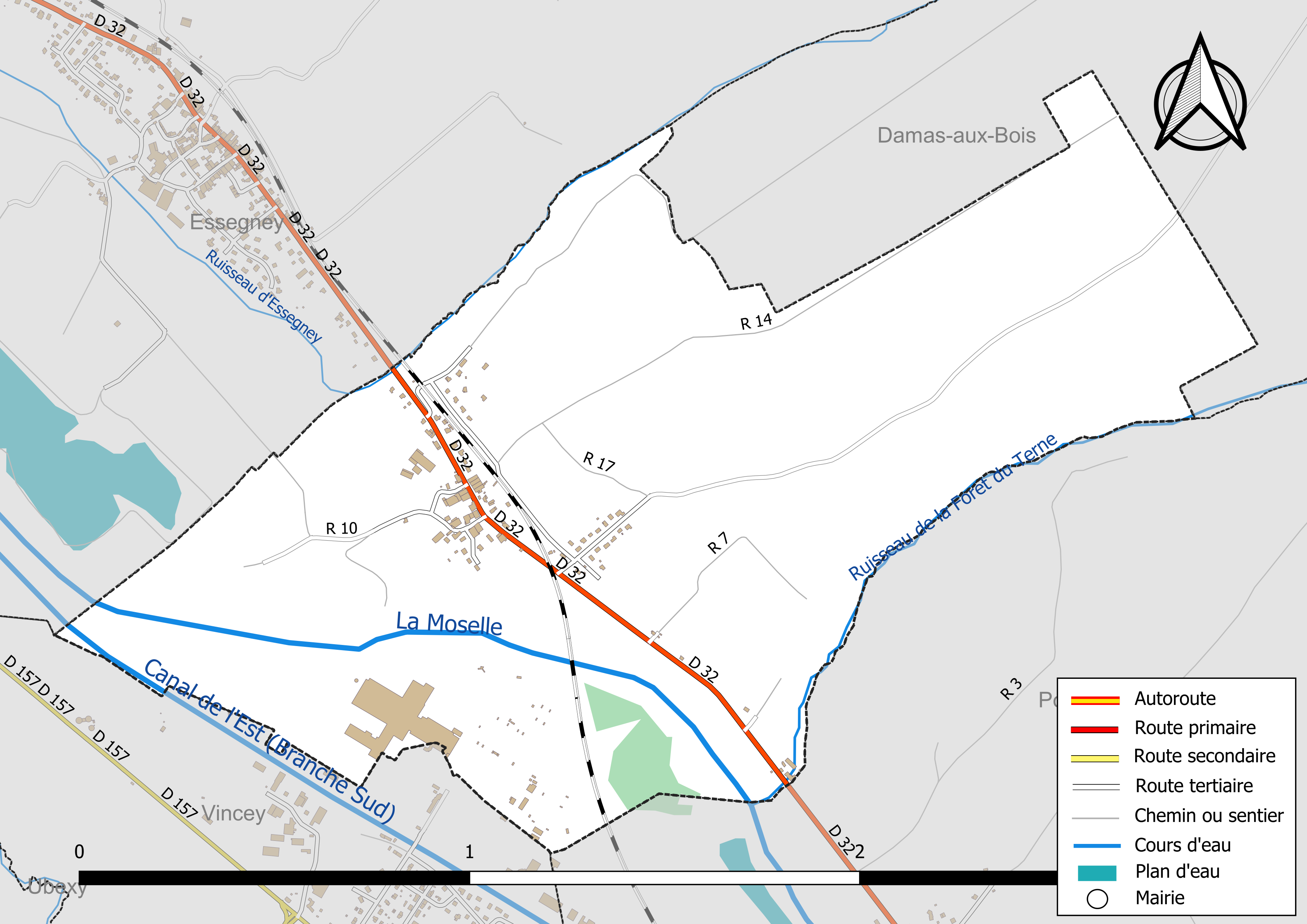
Réseaux hydrographique et routier de Langley.

#### Gestion et qualité des eaux
Le territoire communal est couvert par le schéma d'aménagement et de gestion des eaux (SAGE) « Nappe des Grès du Trias Inférieur ». Ce document de planification, dont le territoire comprend le périmètre de la zone de répartition des eaux de la nappe des Grès du trias inférieur (GTI), d'une superficie de 1 497 km2,  est en cours d'élaboration. L’objectif poursuivi est de stabiliser les niveaux piézométriques de la nappe des GTI et atteindre l'équilibre entre les prélèvements et la capacité de recharge de la nappe. Il doit être cohérent avec les objectifs de qualité définis dans les SDAGE Rhin-Meuse et Rhône-Méditerranée. La structure porteuse de l'élaboration et de la mise en œuvre est le conseil départemental des Vosges.
La qualité des eaux de baignade et des cours d’eau peut être consultée sur un site dédié géré par les agences de l’eau et l’Agence française pour la biodiversité.

### Climat
Pour des articles plus généraux, voir Climat du Grand Est et Climat des Vosges.
En 2010, le climat de la commune est de type climat des marges montargnardes, selon une étude du Centre national de la recherche scientifique s'appuyant sur une série de données couvrant la période 1971-2000. En 2020, Météo-France publie une typologie des climats de la France métropolitaine dans laquelle la commune est exposée à un climat semi-continental et est dans la région climatique  Lorraine, plateau de Langres, Morvan, caractérisée par un hiver rude (1,5 °C), des vents modérés et des brouillards fréquents en automne et hiver. 
Pour la période 1971-2000, la température annuelle moyenne est de 9,6 °C, avec une amplitude thermique annuelle de 17,1 °C. Le cumul annuel moyen de précipitations est de 931 mm, avec 12,4 jours de précipitations en janvier et 9,9 jours en juillet. Pour la période 1991-2020, la température moyenne annuelle observée sur la station météorologique de Météo-France la plus proche, « Mirecourt-inra », sur la commune de Mirecourt à 16 km à vol d'oiseau, est de 10,4 °C et le cumul annuel moyen de précipitations est de 824,3 mm. 
La température maximale relevée sur cette station est de 39,5 °C, atteinte le 25 juillet 2019 ; la température minimale est de −19,5 °C, atteinte le 20 décembre 2009,,. 
Les paramètres climatiques de la commune ont été estimés pour le milieu du siècle (2041-2070) selon différents scénarios d'émission de gaz à effet de serre à partir des nouvelles projections climatiques de référence DRIAS-2020. Ils sont consultables sur un site dédié publié par Météo-France en novembre 2022.

## Urbanisme

### Typologie
Au 1er janvier 2024, Langley est catégorisée commune rurale à habitat dispersé, selon la nouvelle grille communale de densité à sept niveaux définie par l'Insee en 2022.
Elle appartient à l'unité urbaine de Charmes, une agglomération intra-départementale regroupant trois  communes, dont elle est une commune de la banlieue,,. Par ailleurs la commune fait partie de l'aire d'attraction d'Épinal, dont elle est une commune de la couronne,. Cette aire, qui regroupe 118 communes, est catégorisée dans les aires de 50 000 à moins de 200 000 habitants,.

### Occupation des sols
L'occupation des sols de la commune, telle qu'elle ressort de la base de données européenne d’occupation biophysique des sols Corine Land Cover (CLC), est marquée par l'importance des territoires agricoles (49 % en 2018), une proportion identique à celle de 1990 (49 %). La répartition détaillée en 2018 est la suivante : 
forêts (27,8 %), terres arables (26,2 %), prairies (22,8 %), zones industrielles ou commerciales et réseaux de communication (10 %), zones urbanisées (7,9 %), eaux continentales (4,9 %), milieux à végétation arbustive et/ou herbacée (0,4 %). L'évolution de l’occupation des sols de la commune et de ses infrastructures peut être observée sur les différentes représentations cartographiques du territoire : la carte de Cassini (XVIIIe siècle), la carte d'état-major (1820-1866) et les cartes ou photos aériennes de l'IGN pour la période actuelle (1950 à aujourd'hui).

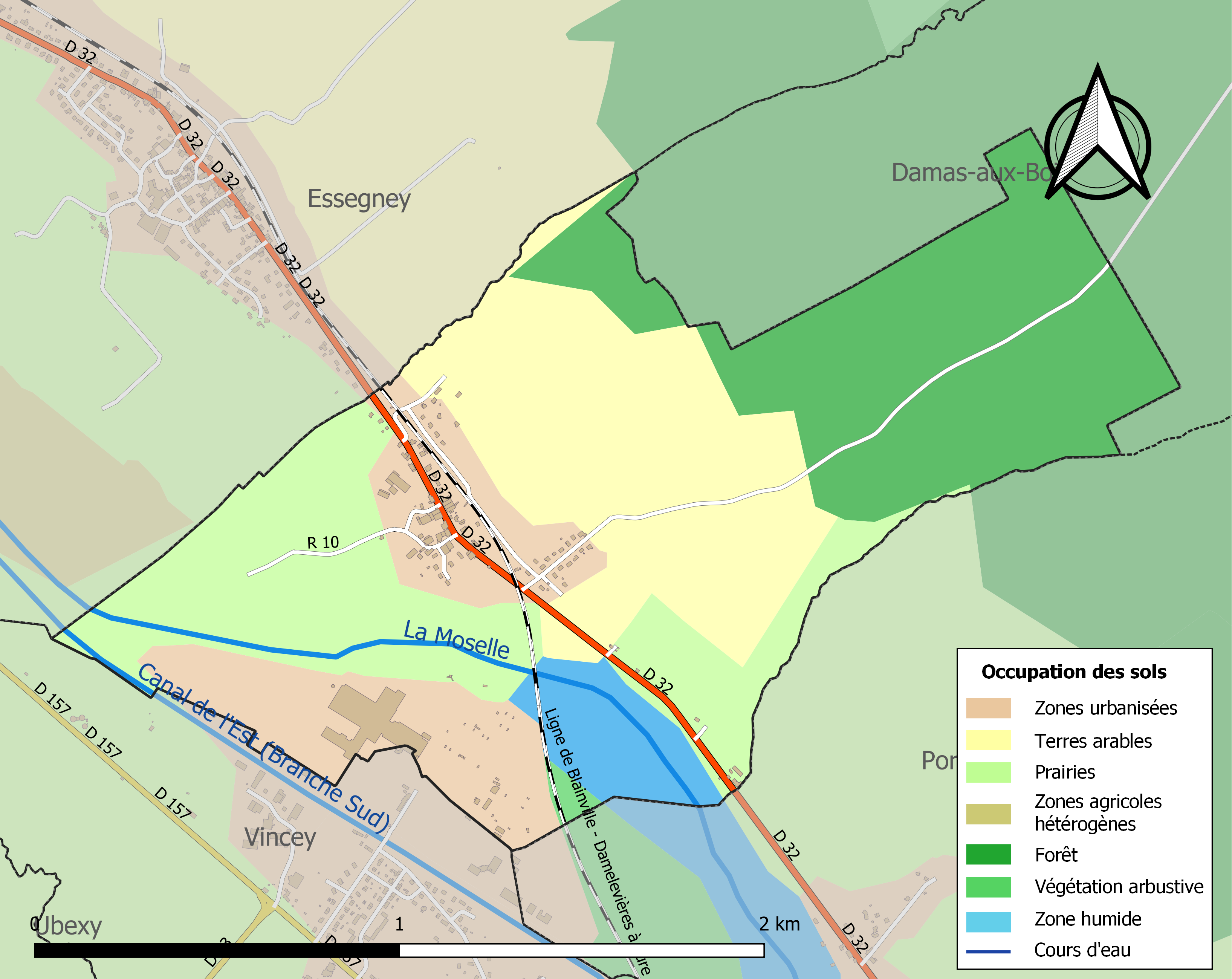
Carte des infrastructures et de l'occupation des sols de la commune en 2018 (CLC).

### Voies de communications et transports

#### Voies routières
- D32 vers Essegney, Portieux[18].
- D32 >D36a vers Vincey.

#### Transports en commun
- Fluo Grand Est.

#### Lignes SNCF
- Gare de Charmes

## Toponymie
Le nom de la localité est attesté sous les formes Landilly devant Chastel (1247) ; Landellei devant Chastels (1264) ; Landeilly devant Chastel (1395) ; Landelley (1431) ; Langley (1458) ; Rangley (XVIIe siècle) ; Langlé (1706).

L'appellation Langley viendrait du terme Landilly, composé du suffixe latin -ellus ou -elleus qui, lorsqu'il se décline se retrouve sous la forme Landellei. Ainsi, la forme Landilly se retrouve en 1247, Landellei en 1264, puis finalement Langley en 1458.

## Histoire
Le village de Langley faisait partie depuis 1594 du bailliage de Châtel et en 1790 du district de Mirecourt, canton de Charmes. Il était encore, en 1711 un hameau dépendant de la paroisse de Vincey. 
Au spirituel, Langley était une annexe de Florémont, doyenné de Jorxey, diocèse de Toul.
Le duc de Lorraine autorisa en 1706 la création d'un ermitage dans le vallon du Cuny, au lieu-dit du Cul de la Vache.
En 1711, Langley est décrit comme un hameau dépendant de la paroisse de Vincey.
En 1790, la commune est incluse dans le canton de Charmes du district de Mirecourt. L'ancienne mairie et l’école mixte ont été construites en 1877.
Durant l’été 1944, le village est le théâtre d’actes de résistance à l’encontre de l’occupant allemand. L’attaque d’un train de l’armée allemande par le maquis voisin de Charmes demeure l’un des plus notables.

## Politique et administration

### Budget et fiscalité 2022
En 2022, le budget de la commune était constitué ainsi :
- total des produits de fonctionnement : 315 000 €, soit 2 022 € par habitant ;
- total des charges de fonctionnement : 204 000 €, soit 1 308 € par habitant ;
- total des ressources d'investissement : 146 000 €, soit 936 € par habitant ;
- total des emplois d'investissement : 162 000 €, soit 1 038 € par habitant ;
- endettement : 399 000 €, soit 2 557 € par habitant.

Avec les taux de fiscalité suivants :
- taxe d'habitation : 6,95 % ;
- taxe foncière sur les propriétés bâties : 30,85 % ;
- taxe foncière sur les propriétés non bâties : 9,32 % ;
- taxe additionnelle à la taxe foncière sur les propriétés non bâties : 0,00 % ;
- cotisation foncière des entreprises : 0,00 %.

Chiffres clés Revenus et pauvreté des ménages en 2021 : médiane en 2021 du revenu disponible, par unité de consommation : 24 900 €.

### Liste des maires
| Période                                  | Période                       | Identité                        | Étiquette | Qualité |
| ---------------------------------------- | ----------------------------- | ------------------------------- | --------- | ------- |
| Les données manquantes sont à compléter. |                               |                                 |           |         |
| mars 1977                                | mars 2008                     | Jean-Marie Chevrier (1938-2012) | PS        |         |
| mars 2008                                | En cours (au 18 février 2015) | Jean-Luc Chaudy                 |           |         |

## Population et société

### Démographie

#### Évolution démographique
L'évolution du nombre d'habitants est connue à travers les recensements de la population effectués dans la commune depuis 1793. Pour les communes de moins de 10 000 habitants, une enquête de recensement portant sur toute la population est réalisée tous les cinq ans, les populations de référence des années intermédiaires étant quant à elles estimées par interpolation ou extrapolation. Pour la commune, le premier recensement exhaustif entrant dans le cadre du nouveau dispositif a été réalisé en 2004.

En 2022, la commune comptait 144 habitants, en évolution de −12,73 % par rapport à 2016 (Vosges : −2,96 %, France hors Mayotte : +2,11 %).
| 1793 | 1800 | 1806 | 1821 | 1831 | 1836 | 1841 | 1846 | 1856 |
| ---- | ---- | ---- | ---- | ---- | ---- | ---- | ---- | ---- |
| 71   | 94   | 79   | 86   | 98   | 99   | 110  | 97   | 120  |

| 1861 | 1866 | 1876 | 1881 | 1886 | 1891 | 1896 | 1901 | 1906 |
| ---- | ---- | ---- | ---- | ---- | ---- | ---- | ---- | ---- |
| 125  | 110  | 115  | 115  | 103  | 108  | 93   | 90   | 82   |

| 1911 | 1921 | 1926 | 1931 | 1936 | 1946 | 1954 | 1962 | 1968 |
| ---- | ---- | ---- | ---- | ---- | ---- | ---- | ---- | ---- |
| 110  | 120  | 106  | 105  | 98   | 91   | 84   | 93   | 89   |

| 1975 | 1982 | 1990 | 1999 | 2004 | 2006 | 2009 | 2014 | 2019 |
| ---- | ---- | ---- | ---- | ---- | ---- | ---- | ---- | ---- |
| 90   | 154  | 143  | 179  | 190  | 183  | 191  | 164  | 154  |

| 2022 | - | - | - | - | - | - | - | - |
| ---- | - | - | - | - | - | - | - | - |
| 144  | - | - | - | - | - | - | - | - |

### Enseignement
Établissements d'enseignements :
- La création de l'école de Langley remonte à 1877 mais celle-ci ferma par manque d'effectif. L'accroissement de population a permis sa réouverture en 1980. Depuis 1996, un regroupement pédagogique s'est fait avec Essegney, Langley accueillant les élèves de maternelle.

Autres Écoles maternelles et primaires à Essegney, Vincey, Portieux, Charmes.
- Collèges à Charmes, Châtel-sur-Moselle, Bayon, Thaon-les-Vosges, Mirecourt.
- Lycées à Thaon-les-Vosges, Mirecourt, Roville-aux-Chênes.

### Santé
Professionnels et établissements de santé : 
- Médecins à Charmes, Vincey, Nomexy, Châtel-sur-Moselle, Bayon.
- Pharmacies à Portieux, Charmes, Vincey, Nomexy, Châtel-sur-Moselle, Bayon, Thaon-les-Vosges.
- Hôpitaux à Charmes, Châtel-sur-Moselle, Thaon-les-Vosges, Mirecourt.

### Cultes
- Culte catholique, Paroisses de la Vallée de Haute Moselle[31], Diocèse de Saint-Dié.

## Économie

### Entreprises et commerces

#### Agriculture
- Élevage de vaches laitières

La commune ne compte plus qu'un seul agriculteur, gérant d'un GAEC.

#### Tourisme
- Hébergements et restauration à Vincey, Rugney, Mirecourt, Épinal, Saint-Pierremont.

#### Commerces et services
- Commerces et services de proximité.
- Usine du groupe Gondessa.
- Trois transformateurs EDF.

## Culture locale et patrimoine

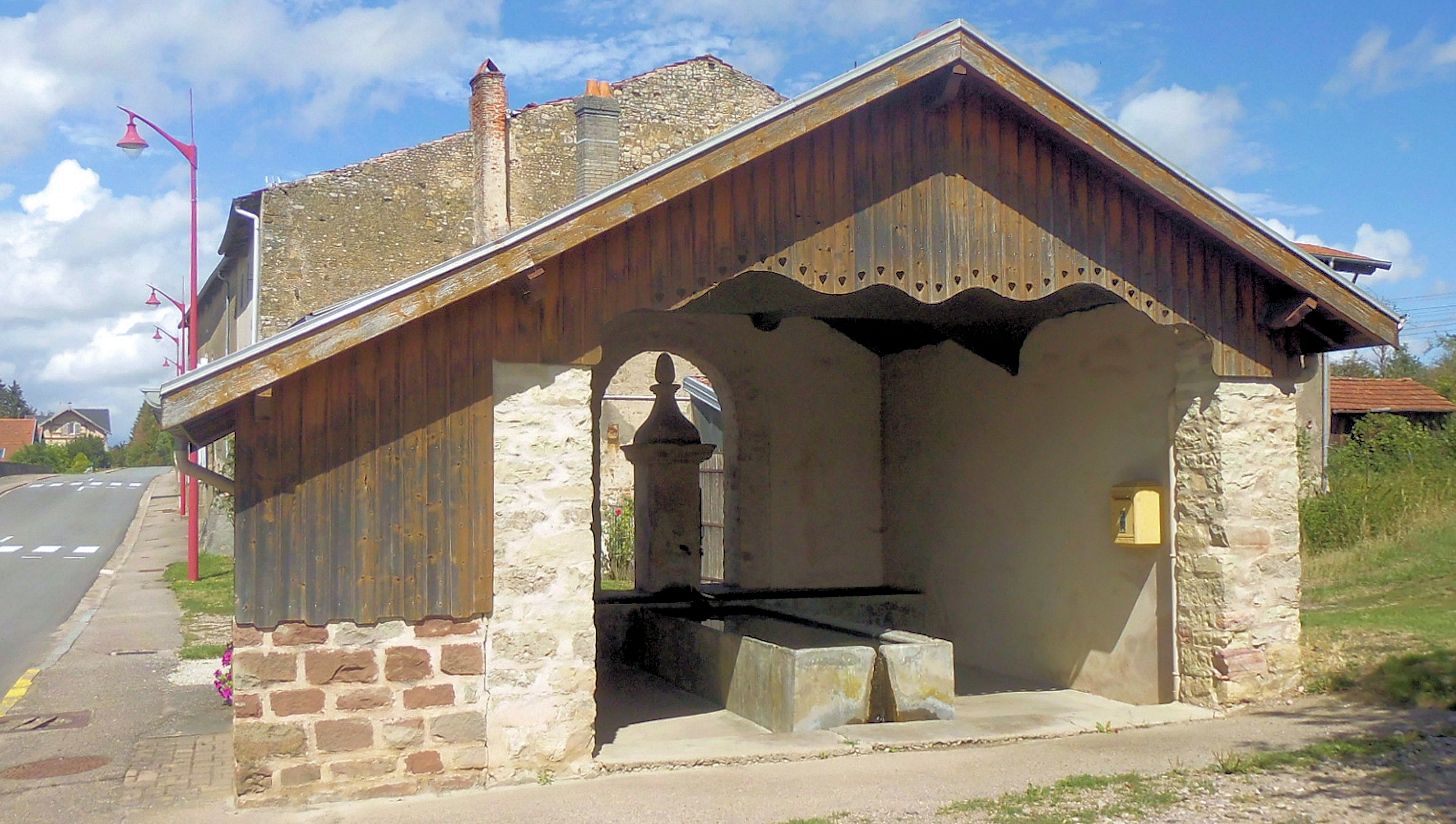
Lavoir.

### Lieux et monuments
- La mairie utilise les murs d'une ferme de pur style lorrain construite au XVIIe siècle ;
- Lavoir du XIXe siècle ;
- Commune sans église, Langley dépend pour le spirituel d'Essegney : Église grange du XVIIIe siècle dédiée à saint Pierre.
- Patrimoine architectural rural recensé par le service de l'Inventaire général du patrimoine culturel[32],[33],[34],[35],[36].

### Héraldique
| Blason | Blasonnement : Écartelé en sautoir au 1° de sinople au faucon d'or, au 2° de gueules à la houlette d'argent, au 3° de gueules à la clé d'argent, au 4° de sinople au four d'or maçonné de sable allumé de gueules. Commentaires : Armoiries composées par B. Georgin, et mises à la disposition de la commune en mars 2016. |

## Pour approfondir